# Lourouer-Saint-Laurent
Lourouer-Saint-Laurent település Franciaországban, Indre megyében. Lakosainak száma 250 fő (2022. január 1.). Lourouer-Saint-Laurent Lacs, Montgivray, Nohant-Vic, Thevet-Saint-Julien és Verneuil-sur-Igneraie községekkel határos.

## Népesség
A település népességének változása:
| Lakosok száma | 246  | 231  | 228  | 218  | 263  | 273  | 270  | 261  | 257  | 250  |
|               | 1968 | 1982 | 1990 | 2006 | 2013 | 2015 | 2017 | 2019 | 2020 | 2022 |